# Saint-Ouen-sur-Loire
Saint-Ouen-sur-Loire – miejscowość i gmina we Francji, w regionie Burgundia-Franche-Comté, w departamencie Nièvre.
Według danych na rok 1990 gminę zamieszkiwało 478 osób, a gęstość zaludnienia wynosiła 20 osób/km² (wśród 2044 gmin Burgundii Saint-Ouen-sur-Loire plasuje się na 473. miejscu pod względem liczby ludności, natomiast pod względem powierzchni na miejscu 312.).